# Mao Jingdian
Dans ce nom chinois, le nom de famille, Mao, précède le nom personnel Jingdian.
Pour les articles homonymes, voir Mao.
Mao Jingdian (en chinois : 茅经典), née le 27 février 1995, est une pongiste handisport chinoise.
Son handicap est lié à une blessure à la hanche en 2005.
Elle remporte le titre en simple dames catégorie C8 lors des trois jeux paralympiques de 2012 à Londres , 2016 à Rio et 2020 à Tokyo.